# 浦雄一
浦 雄一(うら ゆういち、1983年(昭和58年)2月23日 - ）は、日本の社会活動家。
日本を活動拠点としている、30におよぶ民間の中国語団体によって結成された、首都圏最大級の中国語コミュニティ連盟組織Japanese & Mandarin Union-JMUの代表理事。愛称はゆーちゃん。中国語の愛称はYu酱。

## 来歴
日本と中国の草の根交流を行う日中交流会パンダクラブの代表として、2年間における日中交流活動を経て、2017年(平成29年)12月2日、「国、人種、政治を超えて、日本に住む百万人のチャイニーズスピーカーで一つの巨大ネットワークを作ろう！」というスローガンのもと、関東、関西にある３０におよぶ、中国、台湾、香港、マレーシア、インドネシアなどの民間中国語団体の代表たちを招集して、日本で最初となる多国籍の民間中国語団体が加盟する中国語連盟組織Japanese & Mandarin Union-JMUをつくった。
2018年(平成30年)には、日本最大の中国情報サイトRecord Chinaと、日本在住のチャイニーズスピーカーの女性から、日本と中華圏の友好大使を選出することを目的とするミス・マンダリン・ジャパン・コンテストを設立した。当該コンテストには、新浪微博がソーシャルメディアパートナーとして名を連ねており、入賞者上位3位までを対象に、新浪微博から微博認定芸能人アカウントが付与される。